# Hatházi Dániel
Hatházi Dániel (1920 – 1978) magyar gépészmérnök.

## Élete
1951-től haláláig a Budapesti Műszaki és Gazdaságtudományi Egyetem (BME)
Gépészmérnöki Kar Repülőgépek Tanszékén, illetve annak jogutódján tanított.

### Szabadalma
A SOH–1 típusnévre keresztelt helikopter hatlapátos forgószárnya, illetve annak agykialakítása és forgószárnyvezérlése pörgettyűs stabilizátort tartalmazott, és a kitérítéssel arányos kormányerőt szolgáltatott. Hatásos stabilizáló rendszerével és a kormányerő érzékelhetőségével olyan jelentős lépést jelentett a helikopterek konstrukciójának fejlesztésében, hogy nagyon komoly nemzetközi érdeklődés is megnyilvánult iránta.

## Szakmai sikerei
Nemzetközi Repülőszövetség (franciául: Fédération Aéronautique Internationale) (FAI) 29. magyarként, az 1971-ben megtartott kongresszusán Paul Tissandier diplomát adományozott részére.